# Маня Беренс
Маня Беренс, у шлюбі фон Аппен (англ. Manja Behrens, Manja von Appen; 1914–2003) — німецька акторка театру, кіно і телебачення. Відома також як коханка рейхсляйтера Мартіна Бормана під час Другої світової війни.

## Біографія
Була донькою адвоката та королівської саксонської придворної акторки Марії Ліхтенегг. Вивчала англійську мову в Празі, але довелося закінчити навчання достроково через фінансові проблеми в родині. Працювала асистенткою стоматолога до 1935 року і в той же час брала приватні уроки акторської майстерності у Вальдемара Стегемана, а згодом в Еріха Понто. У 1935 році дебютувала у Дрезденському державному театрі в п'єсі «А Піппа танцює!», де миттєво стала затребуваною акторкою. «Те, як пані Беренс говорить, — це те, як я хочу, щоб про мене говорили», — сказав Герхарт Гауптманн після театральної прем'єри п'єси.
З 1935 по 1953 роки виступала з короткими перервами в Дрезденському державному театрі. Спочатку мала амплуа молодої коханки або наївної дівчини в бульварних п'єсах, а пізніше все частіше в класичних ролях. За підтримки австрійського актора Адольфа Вольбрюка кінокомпанія Tobis Film запропонував Беренс контракт на суму 2000 рейхсмарок за зйомки у фільмі «Сильніше, ніж абзаци» (Stärker als Paragraphen), який вийшов у 1936 році. За цим послідував більш оплачуваний контракт на її другий повнометражний фільм «Сусанна у ванні» (Susanna im Bade) та подальше планування повнометражного фільму, причому її дворічний контракт передбачав гонорари в 12 000 і 18 000 рейхсмарок. Однак після обох ролей відбувся розрив з Йозефом Геббельсом, який залицявся до неї, але якого вона відкинула. Вона повернулася в театр у Дрездені. На балу в 1940 році зустріла Мартіна Бормана, з яким у неї виник роман. Про роман знала, але терпіла дружина Бормана. В останній рік війни Беренс працювала на заводі.
Після закінчення Другої світової війни Беренс виступала у п'єсах у Дрездені та в театрі Шиффбауердамм (Берлін). У 1953 році перебралася до Берлінського народного театру, де вона працювала до 1967 року. Тут Беренс зустріла сценографа Карла фон Аппена, з яким одружилася в 1958 році. Паралельно зі сценічними роботами знялася у кількох фільмах східнонімецької кіностудії DEFA, наприклад, «Шукачі Сонця» (Sonnenseeker) Конрада Вольфа в 1957 році та «Карбід і щавель» (Karbid und Sauerampfer) Франка Беєра в 1964 році. Вона стала досить затребуваною акторкою.
У середині 1960-х її стосунки з Мартіном Борманом виявив британський історик Г'ю Тревор-Ропер, який досліджував щоденники Бормана й зміг ідентифікувати Беренс, яка фігурувала там лише як «М». Детально про ці «таємні» стосунки вийшла стаття у номері журнал Bunte. Після виходу стаття послідувала негласна заборона на зйомки у фільмах, яка тривала майже 20 років.
Акторка перейшла до театру імені Максима Горького в Берліні в 1967 році, де була на сцені майже 25 років. Попри заборону фільмів, яка діяла приблизно до 1980 року, вона час від часу з'являлася в невеликих ролях у телевізійних постановках держаного телеканалу DFF. З 1980 року послідували великі ролі в телефільмах НДР, а також у телефільмах Західної Німеччини. Вона також виконувала гостьові ролі у Бургтеатрі Відня, Державному театрі Берна та Міському театрі Інгольштадта. «Вона одна з акторок, які мають важливе значення для німецького театру», — написало видання Der Tagesspiegel з нагоди її 85-річчя. Після падіння Стіни, крім виступів у театрі, вона також присвятила себе лекційним гастролям.
Після смерті чоловіка вона керувала його маєтком. Маня Беренс померла в Берліні в 2003 році і була похована поруч зі своїм чоловіком на кладовищі Waldfriedhof Weißer Hirsch у Дрездені.

## Фільмографія
- 1936: Stärker als Paragraphen
- 1936: Susanna im Bade
- 1957: Gejagt bis zum Morgen
- 1958: Шукачі Сонця (Sonnensucher)
- 1959: Шлюбна справа Лоренца (Ehesache Lorenz)
- 1960: Seilergasse 8
- 1960: Ярмарок (Kirmes)
- 1960: Das Leben beginnt
- 1960: Die Neuberin (TV)
- 1962: Mord ohne Sühne
- 1963: Bonner Pitaval: Die Affäre Heyde-Sawade
- 1963: Rauhreif (TV)
- 1964: Карбід і щавель (Karbid und Sauerampfer)
- 1964: Tolles Geld
- 1972: Der Fall des Prinzen von Arenberg
- 1974: Maria
- 1978: Das gewöhnliche Wunder
- 1980: Nicht verzagen, Trudchen fragen
- 1987: Verzeihung – wie kommen Sie in mein Bett
- 1987: Stielke, Heinz, fünfzehn…
- 1988: Polizeiruf 110 – Der Mann im Baum
- 1989: Testamente
- 1990: Klein, aber Charlotte
- 1992: Im Sog der Angst
- 1992: Dead Flowers
- 1992: Das große Fest

## Театр
- 1935: Ґергарт Гауптман: Und Pippa tanzt!
- 1943: Otto Erler: Die Blutsfreunde — режисер: Rudolf Schröder (Sächsische Staatstheater Dresden — Schauspielhaus)
- 1945: Friedrich Wolf: Die letzte Probe — режисер: Paul Lewitt
- 1947: Костянтин Симонов: Die russische Frage (Єссі) — режисер: Альберт Фішель (Staatstheater Dresden)
- 1947: Олександр Пушкін: Der steinerne Gast — режисер: Albert Fischel (Staatstheater Dresden)
- 1949: Веркор: Das Schweigen des Meeres — режисер: Otto Dierichs (Staatstheater Dresden)
- 1952: Die Feinde (Theater am Schiffbauerdamm)
- 1953: Готгольд Ефраїм Лессінг: Minna von Barnhelm (Мінна) — режисер: Carl Ballhaus (Staatstheater Dresden)
- 1954: Лев Толстой: Анна Кареніна (Анна) — режисер: Werner Stewe (Volksbühne Berlin)
- 1955: Йоганн Вольфганг фон Гете: Götz von Berlichingen (Елізабет) — режисер: Fritz Wisten (Volksbühne Berlin)
- 1956: Gerhart Hauptmann: Die Ratten (фрау Джон) — режисер: Walther Suessenguth (Volksbühne Berlin)
- 1957: Лев Толстой: Die Macht der Finsternis (Анісія) — режисер: Fritz Wisten (Volksbühne Berlin)
- 1957: Tartuffe — режисер: Рохус Глізе (Volksbühne Berlin)
- 1958: Die Affäre Dreyfus — режисер: Fritz Wisten (Volksbühne Berlin)
- 1959: Йоганнес-Роберт Бехер: Winterschlacht — режисер: Lothar Bellag (Berliner Ensemble)
- 1959: Friedrich-Schiller-Abend (Volksbühne Berlin — Theater im III. Stock)
- 1960: Gerhart Hauptmann: Fuhrmann Henschel (Ганне) — режисер: Erich-Alexander Winds (Volksbühne Berlin)
- 1961: Robert Adolf Stemmle/Erich Engel: Affäre Blum (фрау Блюм) — режисер: Hagen Mueller-Stahl (Volksbühne Berlin)
- 1961: Евріпід: Die Troerinnen (Афіна) — режисер: Fritz Wisten (Volksbühne Berlin)
- 1962: Kennen Sie den? Aus dem Schaffen schreibender Arbeiter (Volksbühne Berlin — Theater im III. Stock)
- 1962: Oldřich Daněk: Die Heirat des Heiratschwindlers — режисер: Горст Дрінда (Deutsches Theater Berlin — Kammerspiele)
- 1963: Лев Толстой: Війна і мир — режисер: Wolfgang Heinz/Hannes Fischer (Volksbühne Berlin)
- 1964: Coriolan
- 1965: Фрідріх Дюрренматт: Гостина старої дами (Клер Заханасіан) — режисер: Fritz Bornemann (Volksbühne Berlin)
- 1966: Макс Фріш: Don Juan oder Die Liebe zur Geometrie (Целестіна) — режисер: Wolfram Krempel (Maxim-Gorki-Theater Berlin)
- 1967: Георг Кайзер: Nebeneinander — режисер: Wolf-Dieter Panse (Volksbühne Berlin)
- 1967: Maxim Vallentin: Wassa Shelesnowa — режисер Albert Hetterle (Maxim-Gorki-Theater Berlin)
- 1968: Луїджі Піранделло: Liolà (Cruci Azzara) — режисер: Hans Georg Simmgen (Maxim-Gorki-Theater Berlin)
- 1969: Михайло Шатров: Большевики (Крупська) — режисер: Fritz Bornemann (Maxim-Gorki-Theater Berlin)
- 1974: Das gewöhnliche Wunder — режисер Wolfram Krempel (Maxim-Gorki-Theater Berlin)
- 1979: Ákos Kertész: Witwen (мати) — режисер: Karl Gassauer (Maxim-Gorki-Theater Berlin — Studiotheater)
- 1990: Alexander Galin: Retro oder zurück aufs Dach (Ehem. Krankenschwester Nina) — режисер: Karl Gassauer (Maxim-Gorki-Theater Berlin — Studiotheater)
- 1992: Onkel Wanja (am Akademie-Theater Wien)
- 1994: Der Vater (am Stadttheater Bern)
- 2000: Федеріко Гарсія Лорка: Bernarda Albas Haus (Maxim-Gorki-Theater Berlin)

## Нагороди
- 1974: Мистецька премія НДР

## Веб-посилання
- Маня Беренс на сайті Filmportal.de(нім.)(англ.)
- Manja-Behrens-Archiv im Archiv der Akademie der Künste, Berlin